# Henry Harwood
Sir Henry Harwood Harwood (19 de janeiro de 1888 - 9 de Junho de 1950), foi um oficial naval Britânico, que ganhou fama na Batalha do Rio da Prata, durante a Segunda Guerra Mundial. O combate aconteceu no Atlântico Sul em 13 de dezembro de 1939, próximo ao Estuário do Rio da Prata.

## Carreira
Harwood entrou na Royal Navy em 1903 com apenas 12 anos de idade, no posto de Grumete, especializando-se mais tarde em operações com torpedos. Em 1919, atuou no encouraçado HMS Royal Sovereign, 1º Esquadrão de Batalha. Em 1929  foi promovido a capitão, vindo a se tornar Oficial Comandante do destróier HMS Warwick e Comandante-Chefe da 9ª Divisão de Contratorpedeiros.
Nos anos de 1931 e 1932, participou de treinamentos na Marinha Britânica sendo ao final do curso promovido a Comandante de cruzadores pesados, já no posto de capitão.
Em setembro de 1936 foi nomeado Comodoro da Marinha Real Britânica, assumindo o Comando da Divisão Sul-Americana e Antilhas, servindo ao mesmo tempo, como Comandante do cruzador pesado HMS Exeter.
Com a explosão da Segunda Guerra Mundial, o comando do HMS Exeter passou para o Capitão Bell, tendo Harwood assumido o comando a Força-Tarefa, tendo o como navio-capitânia o HMS Exeter.
Com as operações do cruzador alemão Admiral Graf Spee no Atlântico Sul, foi determinado que a Força G, composta então pelos cruzadores pesados HMS Cumberland e HMS Exeter e os cruzadores rápido HMS Achilles e HMS Ajax, navegassem abaixo do Linha do Equador. Esta operação tinha como objetivo patrulhar as rotas marítimas que levavam mercadorias do sul do continente para a Europa.

## Batalha

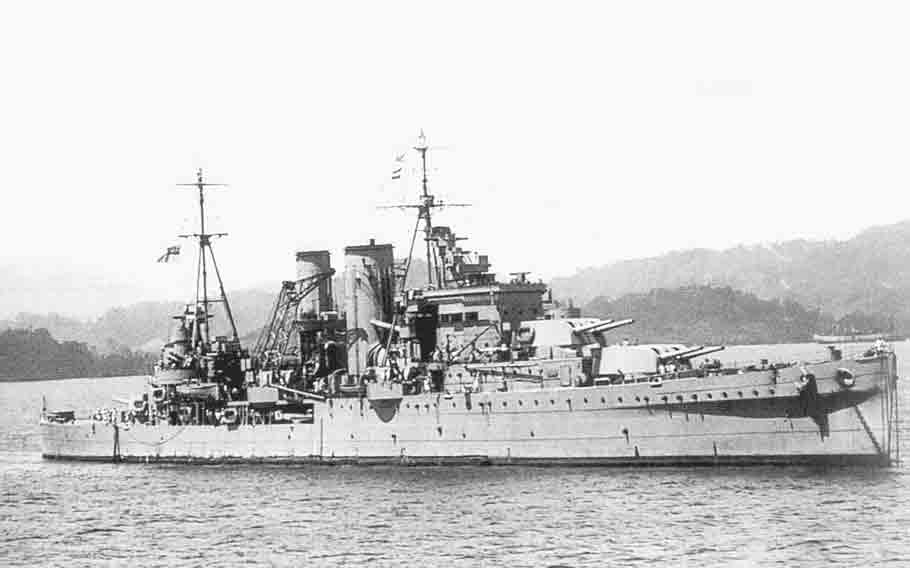
Exeter ao largo da costa de Sumatra (Índias Holandesas) em 1942

Na manhã do dia 13 de dezembro de 1939, o Admiral Graf Spee foi interceptado pelo Exeter, Ajax e Aquiles, nas proximidades do estuário do Rio da Prata.
O combate foi feroz, mesmo o Admiral Graf Spee possuindo um armamento superior ao dos seus adversários, estava em desvantagem numérica. Durante o combate o Exeter foi atingido, reduzindo sua participação na batalha, porém os cruzadores leves, mais rápidos que o Admiral Graf Spee, conseguiram lhe infligir pesados dados.
Vendo-se acuado e sem condições de lutar, o navio buscou refúgio no porto de Montevidéu. Não conseguindo os reparos necessários e pressionado pela Política Internacional, o comandante foi obrigado a deixar o porto. Mas a armada inglesa estava a sua espera na saída do estuário e assim que deixasse águas territoriais uruguaias ele seria novamente atacado. Desta forma o Capitão Langsdorff deu ordens de afundar o navio, o qual fizeram logo na saída do estuário.
Após esta operação, Harwood foi imediatamente promovido a Contra-Almirante, recebendo o título de Cavaleiro Real Inglês.
Aposentou-se em 15 de agosto de 1945 com o posto de Almirante, faleceu em 9 de junho de 1950, Goring-on-Thames, Oxfordshire, Inglaterra.